# Pontmain
Pontmain – miejscowość i gmina we Francji, w regionie Kraj Loary, w departamencie Mayenne.
Według danych na rok 1990 gminę zamieszkiwało 935 osób, a gęstość zaludnienia wynosiła 130 osób/km² (wśród 1504 gmin Kraju Loary Pontmain plasuje się na 606. miejscu pod względem liczby ludności, natomiast pod względem powierzchni na miejscu 1118.).
W 1871 miały miejsce w Pontmain zatwierdzone przez Kościół katolicki objawienia maryjne. Matka Boża ukazała się czwórce dzieci i zapowiedziała koniec wojny. W miejscowości wzniesiono sanktuarium, które stało się lokalnym miejscem pielgrzymkowym.